# Соковнин, Прокофий Фёдорович
Проко́фий Фёдорович Соковни́н (умер в 1662 году) — видный государственный деятель из рода Соковниных, отец боярыни Морозовой, московский дворянин и воевода, окольничий, дворецкий царицы Марии Ильиничны Милославской и её родственник.
Второй сын дворянина московского Фёдора Тимофеевича Соковнина и Анны Давыдовны Ртищевой. Братья — лихвинский городовой дворянин Григорий Фёдорович Соковнин и дворянин московский Иван Фёдорович Соковнин.

## Биография
В 1624—1626 годах — воевода на Мезени и в Кевроле. В 1627—1640 годах — дворянин московский. В 1631 году отправлен посланником в Крым, откуда возвратился в 1633 году.
В 1635—1637 годах — воевода в Енисейске. Известна «отписка» енисейского воеводы Прокопия Соковнина царю Михаилу Федоровичу о походах в Братскую землю и на реку Лену государевых людей для приведения в подданство бурят, тунгусов и якутов, не желавших платить ясак. В 1636 году енисейский воевода П. Ф. Соковнин отправил десятника Елисея Бузу вместе с небольшой группой с исследовательской задачей «для прииску новых землиц».
В 1642 году Соковнин участвовал в земском соборе по вопросу, удержать ли за Россией взятый донскими казаками Азов, или возвратить его туркам.
В 1641—1646 годах заведовал Каменным приказом, который должен был стараться об увеличении числа каменных зданий в Москве.
В 1648 году, на свадьбе царя Алексея Михайловича с Марьей Ильиничной Милославской он шёл, в числе многих других лиц, за санями царской невесты «для береженья». Через месяц после царской свадьбы, уже в чине дворецкого царицы, занимал весьма важную и влиятельную должность в домашнем царском обиходе.
17 марта 1650 года, в именины царя Алексея Михайловича, пожалован в окольничие. В 1650—1652 годах сопровождал царя в его загородных поездках.
5 апреля 1652 года встречал гроб московского патриарха Иова, при перенесении его в Москву из Старицкого монастыря. В том же году, с титулом наместника Калужского, находился, в числе других лиц, в ответе с литовскими послами.
В 1654—1656 годах, во время польского похода царя Алексея Михайловича, оставался в Москве оберегать царицу Марью Ильиничну и её двор.
Умер в 1662 году в глубокой старости.

## Родственные связи
От брака с Анисьей Никитичной Наумовой имел двух сыновей и двух дочерей:
- Алексей — участвовал в заговоре стрелецкого полковника Циклера, открытом накануне отъезда Петра Великого за границу. 4 марта 1697 года четвертован на Болотной площади за намерение убить Петра I. Голова его захоронена у Никольской церкви Красный звон, напротив алтаря, близ гробов родителей. Кроме дочери Софьи (в замужестве Милославской), у Алексея Прокофьевича было три сына: Василий, Фёдор и Петр.
- Фёдор — в 1648—1669 годах находился в стольниках, был дворецким царицы Марии Ильиничны, в 1670 году пожалован в думные дворяне, затем в окольничие, а в 1682 году — в бояре. В связи с обвинением против брата в 1697 году сослан «в дальние деревни», где и умер.

Дочери боярина Соковнина — убеждённые и ревностные последовательницы известного расколоучителя, протопопа Аввакума, за что пострадали и умерли в тюрьме:
- Феодосия — была второй женой боярина Глеба Ивановича Морозова, изображена на знаменитой картине Сурикова.
- Евдокия — была замужем за боярином князем Петром Семёновичем Урусовым.